# Joe Rokocoko
Josevata Taliga „Joe” Rokocoko (wym. [rɒkɒˈðɒkɒ], ur. 6 czerwca 1983 w Nadi na Fidżi) – nowozelandzki rugbysta, skrzydłowy, reprezentant kraju.
Zawodnik francuskiego klubu Aviron Bayonnais. Nosi przydomek Człowiek Rakieta.
Joe Rokocoko wyemigrował z Fidżi do Nowej Zelandii razem ze swoją rodziną kiedy miał 5 lat. Od najmłodszych lat wykazywał ponadprzeciętny talent sportowy, zwłaszcza w rugby. Nie pozostało to niezauważone i już jako nastolatek został powołany do nowozelandzkiej drużyny narodowej U-16, a następnie U-19 i U-21.
W dorosłej reprezentacji Nowej Zelandii w rugby zadebiutował w 2003 roku jako 20-latek w meczu z Anglią i od 2003 rozegrał w niej 46 spotkań i zdobył 200 punktów, wszystkie przez przyłożenia.
Uczestnik Pucharu Świata w Australii w 2003, podczas których zdobył brązowy medal, a także Pucharu Świata we Francji w 2007 roku. Słynie z niezwykłej szybkości i sprawności i przez wielu porównywany jest do legendy All Blacks, Jonaha Lomu.